# CIFA Premier League 2015-16
La CIFA Premier League 2015-16 fue la edición número 37 de la CIFA Premier League.

## Formato
En el torneo participarán 8 equipos los cuales jugarán entre sí mediante el sistema todos contra todos tres veces totalizando 21 partidos cada uno. Al término de las 21 jornadas el club con el mayor puntaje se proclamará campeón y junto al subcampeón, de cumplir con los requisitos establecidos, podrá participar en el Campeonato de Clubes de la CFU 2017. Por otro lado el último clasificado descenderá a la Primera División de Islas Caimán, mientras que el séptimo clasificado jugará el play-off de relegación.

## Equipos participantes
| Pos.   | Equipo                 |
| ------ | ---------------------- |
| 1      | Scholars International |
| 2      | Elite SC               |
| 3      | Cayman Athletic        |
| 4      | Sunset FC              |
| 5      | Bodden Town            |
| 6      | George Town            |
| 7      | Roma United            |
| 1 (SD) | Academy SC             |

### Ascensos y descensos
| Pos. | Ascendidos de Primera División 2014-15 |
| ---- | -------------------------------------- |
| 1    | Academy SC                             |

| Pos. | Descendidos de Premier League 2014-15 |
| ---- | ------------------------------------- |
| 15   | Cayman Brac FC                        |

## Tabla de posiciones
Actualizado el 13 de octubre de 2016.
| Pos. | Equipo                 | PJ | PG | PE | PP | GF | GC | DG  | Pts. | Clasificado a                               |
| ---- | ---------------------- | -- | -- | -- | -- | -- | -- | --- | ---- | ------------------------------------------- |
| 1    | Scholars International | 21 | 16 | 3  | 2  | 55 | 15 | +40 | 51   | Campeón Campeonato de Clubes de la CFU 2017 |
| 2    | Elite SC               | 21 | 14 | 4  | 3  | 48 | 25 | +23 | 46   | Campeonato de Clubes de la CFU 2017         |
| 3    | Academy SC             | 21 | 8  | 3  | 10 | 34 | 35 | −1  | 27   |                                             |
| 4    | Bodden Town            | 21 | 7  | 5  | 9  | 31 | 33 | −2  | 26   |                                             |
| 5    | Cayman Athletic        | 21 | 6  | 6  | 9  | 33 | 43 | −10 | 24   |                                             |
| 6    | Roma United            | 21 | 7  | 3  | 11 | 23 | 37 | −14 | 24   |                                             |
| 7    | Sunset FC              | 21 | 5  | 5  | 11 | 24 | 45 | −21 | 20   | Play-off de relegación                      |
| 8    | George Town            | 21 | 4  | 5  | 12 | 21 | 36 | −15 | 17   | Primera División 2016-17                    |

## Play-off de relegación
Actualizado el 13 de octubre de 2016.
| Local     | Resultado | Visitante     | Fecha              |
| --------- | --------- | ------------- | ------------------ |
| Sunset FC | 3 - 0     | North Side SC | 5 de junio de 2016 |

| Sunset FC Se mantiene en Premier League | North Side SC Se mantiene en Primera División |